# Warm Springs (Oregon)
Warm Springs is een plaats (census-designated place) in de Amerikaanse staat Oregon, en valt bestuurlijk gezien onder Jefferson County.

## Demografie
Bij de volkstelling in 2000 werd het aantal inwoners vastgesteld op 2431.

## Geografie
Volgens het United States Census Bureau beslaat de plaats een oppervlakte van 110,6 km², waarvan 110,1 km² land en 0,5 km² water. Warm Springs ligt op ongeveer 469 m boven zeeniveau.

## Plaatsen in de nabije omgeving
De onderstaande figuur toont nabijgelegen plaatsen in een straal van 40 km rond Warm Springs.